# Heavy Traffic (film)
Heavy Traffic è un film a tecnica mista di genere commedia drammatica, del 1973, scritto e diretto da Ralph Bakshi.